# Chamorros
Pour les articles homonymes, voir Chamorro (homonymie).
Cet article concerne le peuple chamorro. Pour la langue chamorro, voir Chamorro.
Les Chamorros constituent le peuple indigène des Îles Mariannes, politiquement réparties entre le territoire des États-Unis de Guam et le Commonwealth américain des Îles Mariannes du Nord en Micronésie.
Des foyers de populations Chamorros ou de descendants de Chamorros se trouvent à Hawaï et sur la côte ouest des États-Unis, notamment en Californie.
Ils parlent le chamorro, une langue malayo-polynésienne.

## Histoire
En 1521, à l'île de Guam, Fernand de Magellan fait ou laisse exécuter sept Chamorros, qui ont tenté de voler une barque.

## Articles liés
- Guma' Gela', collectif artistique LGBT présent à Seattle et sur l'île de Guam